# Els barrufets (pel·lícula)
|  | Aquest article tracta sobre la pel·lícula. Per a altres significats, vegeu: Barrufet (desambiguació) |

Els barrufets (títol original en anglès, The Smurfs) és una pel·lícula d'animació de 2011 basada en la història dels barrufets creats per Peyo. La cinta combina la imatge real amb la generada per ordinador i es va estrenar el 29 de juliol de 2011. Té una seqüela anomenada Els barrufets 2.

## Argument
En plena edat mitjana, el malvat Gargamel descobreix el petit poblet dels barrufets i els persegueix fins al bosc. Els barrufets s'escapen, però alguns travessen un portal màgic que els transporta al món contemporani. En concret, els barrufets es troben en mig del Central Park de Nova York a casa d'una jove parella que espera un fill.
Ell està molt angoixat perquè ha de fer una entrega d'un anunci nou i no valora el que aporten els barrufets, com sí que fa la seva dona. El barrufet Pocatraça vol redimir-se, ja que l'accident va passar per culpa seva, i intenta ajudar malgrat els advertiments dels seus companys, especialment del Gran Barrufet, el qual va veure en una visió que per una intervenció seva acabaven tots presoners del Gargamel. El bruixot i el seu gat els han seguit pel portal i es fan més poderosos amb un encanteri. L'aliança entre els dos humans i els barrufets, liderats pel Pocatraça, aconsegueix vèncer l'enemic i tornar al seu poble.